# Hiroshima Toyo Carp
Hiroshima Toyo Carp (広島東洋カープ?) es un equipo de béisbol japonés con sede en Hiroshima que compite en la Liga Central, perteneciente a la Liga Japonesa de Béisbol Profesional (NPB). Fue fundado en 1950 y disputa sus partidos como local en el Estadio Mazda.
La gestión del equipo es responsabilidad de una sociedad filial cuyos accionistas mayoritarios son los descendientes de Jujiro Matsuda, fundador de Mazda, con un capital del 60%. El fabricante de automóviles posee una participación del 34% y aporta su nombre: Toyo Kogyo fue la denominación oficial de Mazda hasta 1984. El resto del capital pertenece a inversores locales, lo que le convierte en el único club de la Liga Japonesa que no está controlado por una empresa privada. 
A lo largo de su historia ha ganado tres Series de Japón en 1979, 1980 y 1984, además de nueve Ligas Centrales.

## Historia
El equipo fue fundado el 15 de diciembre de 1949 como franquicia de expansión de la Liga Japonesa de Béisbol, encuadrado en la recién creada Liga Central. La prefectura de Hiroshima defendió su creación como medida para reconstruir la ciudad tras la destrucción por la bomba atómica en 1945. El nombre elegido, «Hiroshima Carp», hacía referencia a las carpas del castillo de Hiroshima y al simbolismo de este animal como ejemplo de superación. Se considera que el impulsor de la franquicia fue el diputado local Naburu Tanigawa.
A diferencia de sus rivales, Hiroshima no gozaba del respaldo de una gran empresa como patrocinador principal, sino que recurría a cuotas y apoyos puntuales de inversores locales, principalmente Hiroshima Electric Railway. Después de quedar colista en sus dos primeras temporadas, en 1952 estuvo cerca de desaparecer porque la Liga Central —formada entonces por siete clubes— propuso que quien tuviese peor promedio de victorias perdiese la plaza. Ese año quedó penúltimo por delante de otro club, Shochiku Robins, que terminaría fusionándose con los Taiyo Whales.
En 1967 hubo un cambio de modelo con la llegada a la presidencia de Tsuneji Matsuda, hijo del fundador del conglomerado Toyo Kogyo —actualmente Mazda—. El equipo pasó a llamarse «Hiroshima Toyo Carp» y aunque técnicamente sigue sin pertenecer a una empresa, todas las decisiones dependen de la familia propietaria. A corto plazo se llevaron a cabo inversiones en instalaciones, fichajes y renovaciones de contratos.

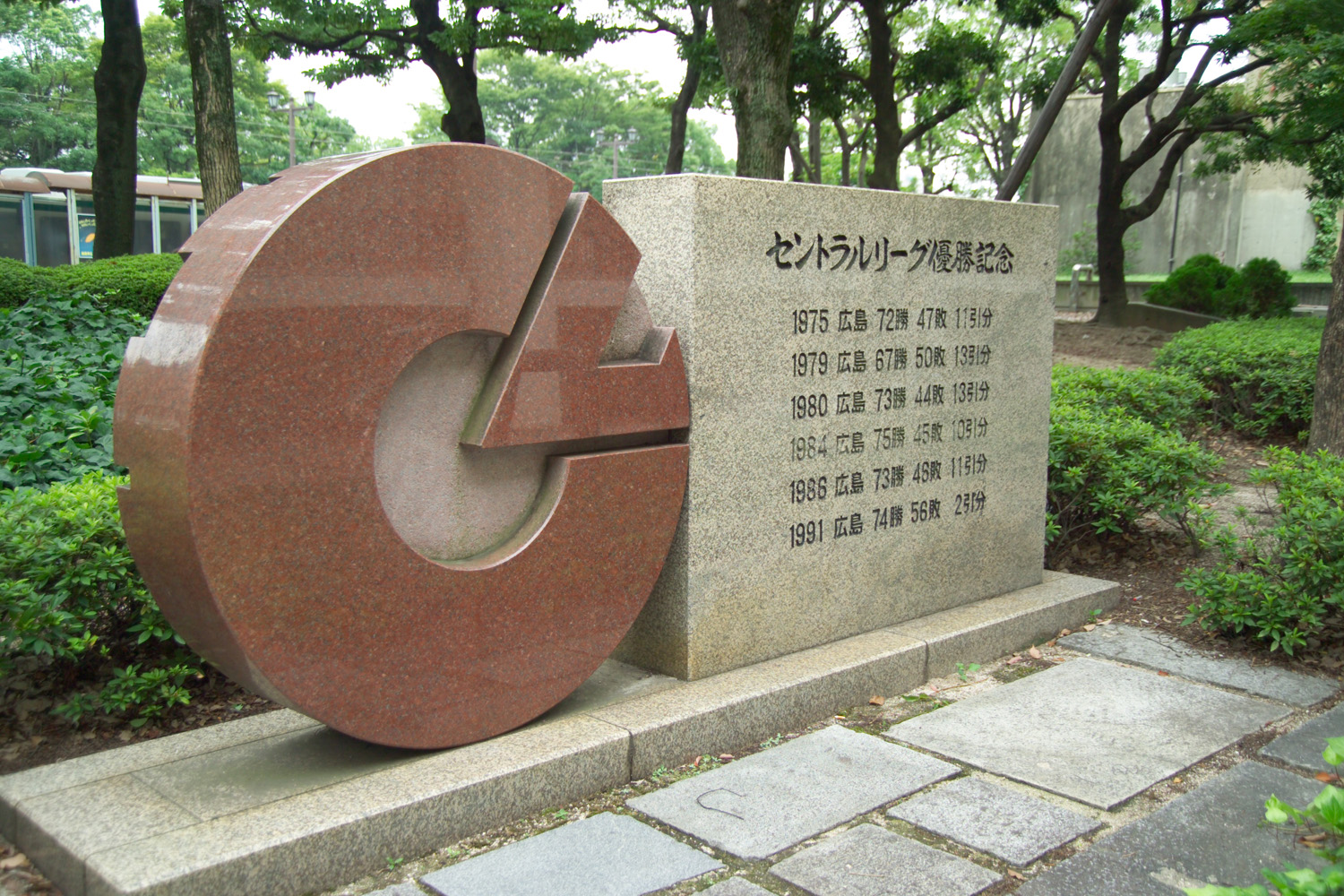
Mural con las Ligas Centrales conquistadas por Hiroshima en el exterior del antiguo Estadio Municipal.

La llegada en 1975 del entrenador Takeshi Koba fue un punto de inflexión. El nuevo técnico apostó por un modelo centrado en ganar carreras impulsadas y en utilizar jugadores polivalentes para cubrir la falta de efectivos. Durante los once años que estuvo al frente, Hiroshima ganó cuatro ligas centrales (1975, 1979, 1980 y 1984) y tres Series de Japón: las dos primeras ante Kintetsu Buffaloes en 1979 y 1980, y la tercera contra Hankyu Braves en 1984. Durante la década de 1980 contó con una de las mejores líneas ofensivas del país, apodada Akaheru (en japonés, «casco rojo»), y formada por Koji Yamamoto —dos veces MVP de la Liga Central—, Sachio Kinugasa, Jim Lyttle y Adrian Garrett.
Hiroshima mantuvo su dominio tras la salida de Koba con dos Ligas Centrales en 1989 y 1991, esta vez bajo las órdenes de Koji Yamamoto. Sin embargo, en los años 1990 se vio superado por otros clubes con mayor apoyo financiero, en parte debido a su modelo de gestión. La franquicia se centró en potenciar sus categorías inferiores, de la que surgieron jugadores como el lanzador Hiroki Kuroda, el jardinero Seiya Suzuki y el primera base Takahiro Arai, con trayectoria posterior en las Grandes Ligas de Béisbol. También organizó campamentos deportivos en República Dominicana, donde descubieron a Alfonso Soriano, Robinson Checo y Timo Pérez entre otros.
Con la introducción de la eliminación directa en 2007, Hiroshima volvió a tener opciones de título. En 2016 se proclamó campeón de la Liga Central por primera vez en veinticinco años y revalidó el título en las dos siguientes ediciones. Además, en 2016 y 2018 llegó hasta las Series de Japón, donde se vio superado por Hokkaido Nippon-Ham Fighters y Fukuoka SoftBank Hawks.

## Infraestructura

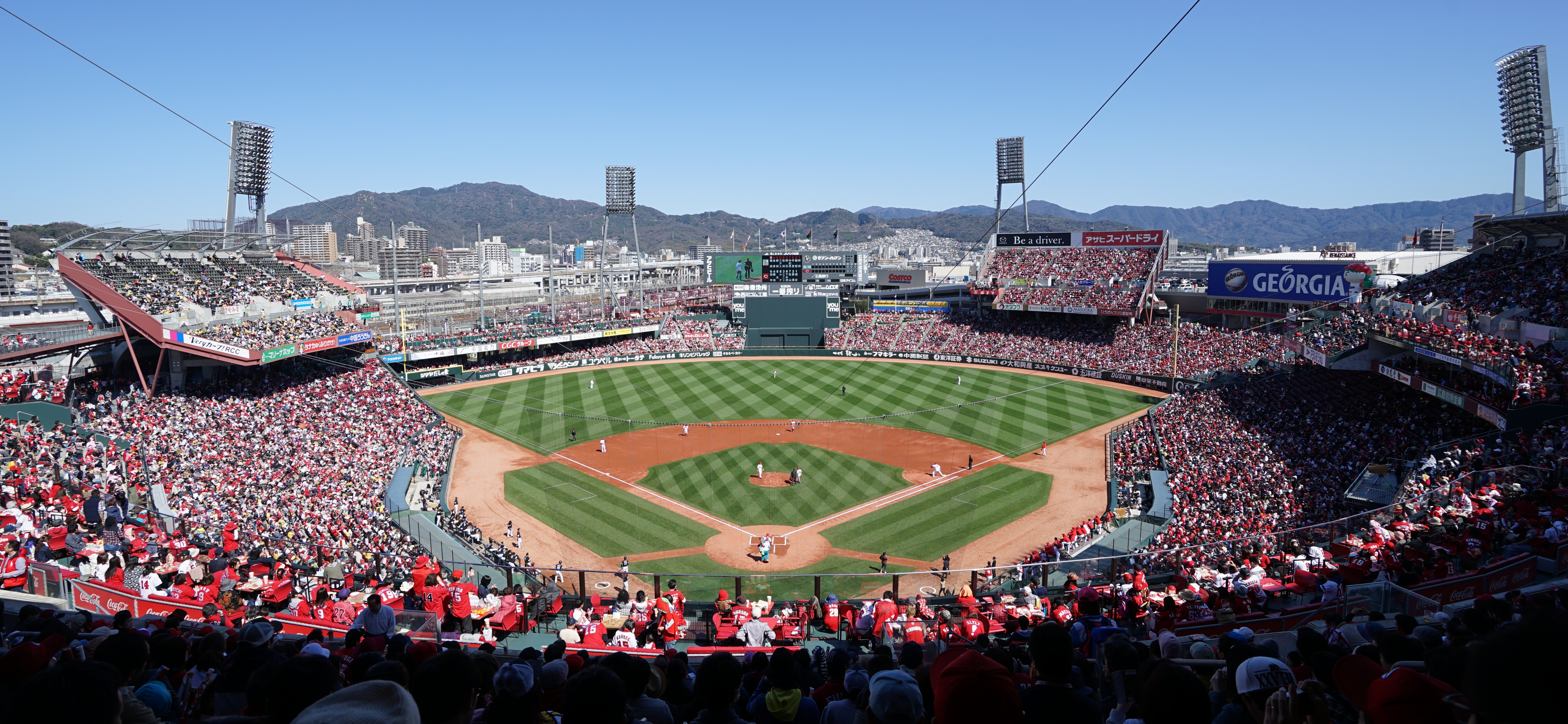
Interior del Estadio Mazda de Hiroshima.

Hiroshima Toyo Carp disputa sus partidos como local en el Nuevo Estadio Municipal de Hiroshima, conocido por razones de patrocinio como Estadio Mazda. Está ubicado en el distrito de Minami en las proximidades de la Estación Central, fue inaugurado en abril de 2009 y su aforo es de 32.000 espectadores.
Anteriormente el equipo jugaba como local en el Estadio Municipal de Hiroshima, que permaneció abierto desde 1957 hasta 2009. Esta instalación se encontraba cerca del Monumento de la Paz de Hiroshima, en una zona que había quedado devastada por el bombardeo atómico. Tras ser desmantelado en 2012, el ayuntamiento transformó el solar en un parque público pero mantuvo algunos elementos para recordar su antiguo uso.

## Dimensión sociocultural

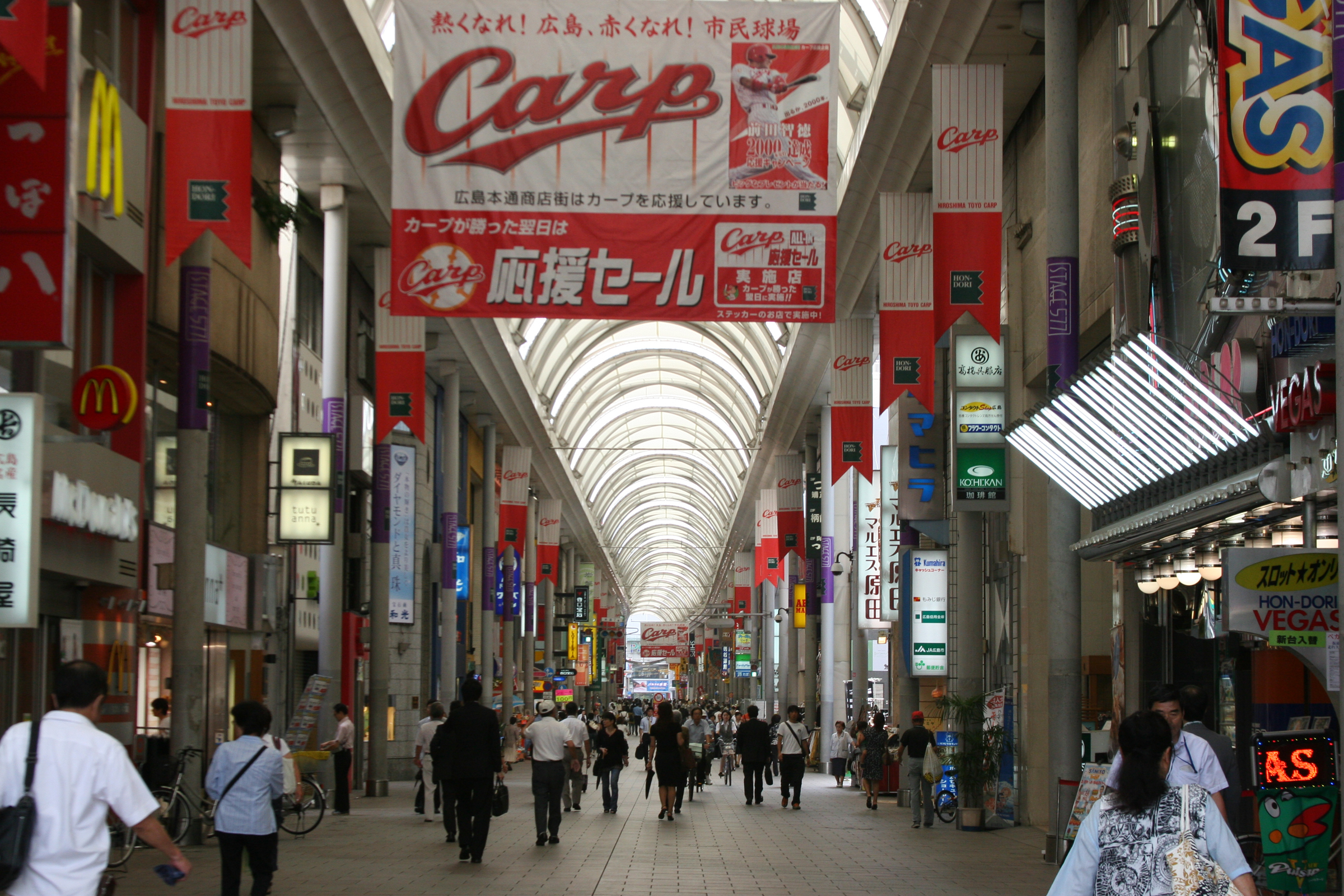
Aspecto de la calle Hondori con decoración de los Hiroshima Carps.

El área de influencia de la franquicia es la prefectura de Hiroshima y la región de Chūgoku. El equipo cuenta con una base de aficionados muy arraigada en la zona, especialmente en Hiroshima donde su existencia está ligada al desarrollo de la propia ciudad. La afición se caracteriza por ir ataviada con los colores del equipo —rojo y blanco—, por sus cánticos coreografiados y por lanzar globos cada vez que el equipo anota una carrera.
La elección del apodo Carps hace referencia tanto a las carpas del castillo de Hiroshima como al simbolismo de superación de este animal, conocido por nadar a contracorriente. Se cita como impulsor del nombre al diputado Naburu Tanigawa. Los colores sociales son muy similares a los de otra entidad estadounidense, Cincinnati Reds. Por otra parte, el nombre «Toyo» es una referencia a Toyo Kogyo, la antigua marca de la actual Mazda.
Hasta 2010, y dado que el 6 de agosto es un feriado conmemorativo de las víctimas del bombardeo atómico, Hiroshima no jugaba como local en el Estadio Municipal y se marchaba a otros estadios en la prefectura de Okayama. La razón respondía tanto a un homenaje póstumo como al hecho de que el antiguo campo estuviese muy cerca del Monumento de la Paz. Desde 2011, ya en el Estadio Mazda, el equipo acepta jugar como local y las citas que coinciden en esa fecha son promocionadas como «partidos por la paz», con numerosos actos conmemorativos.

### Mascota

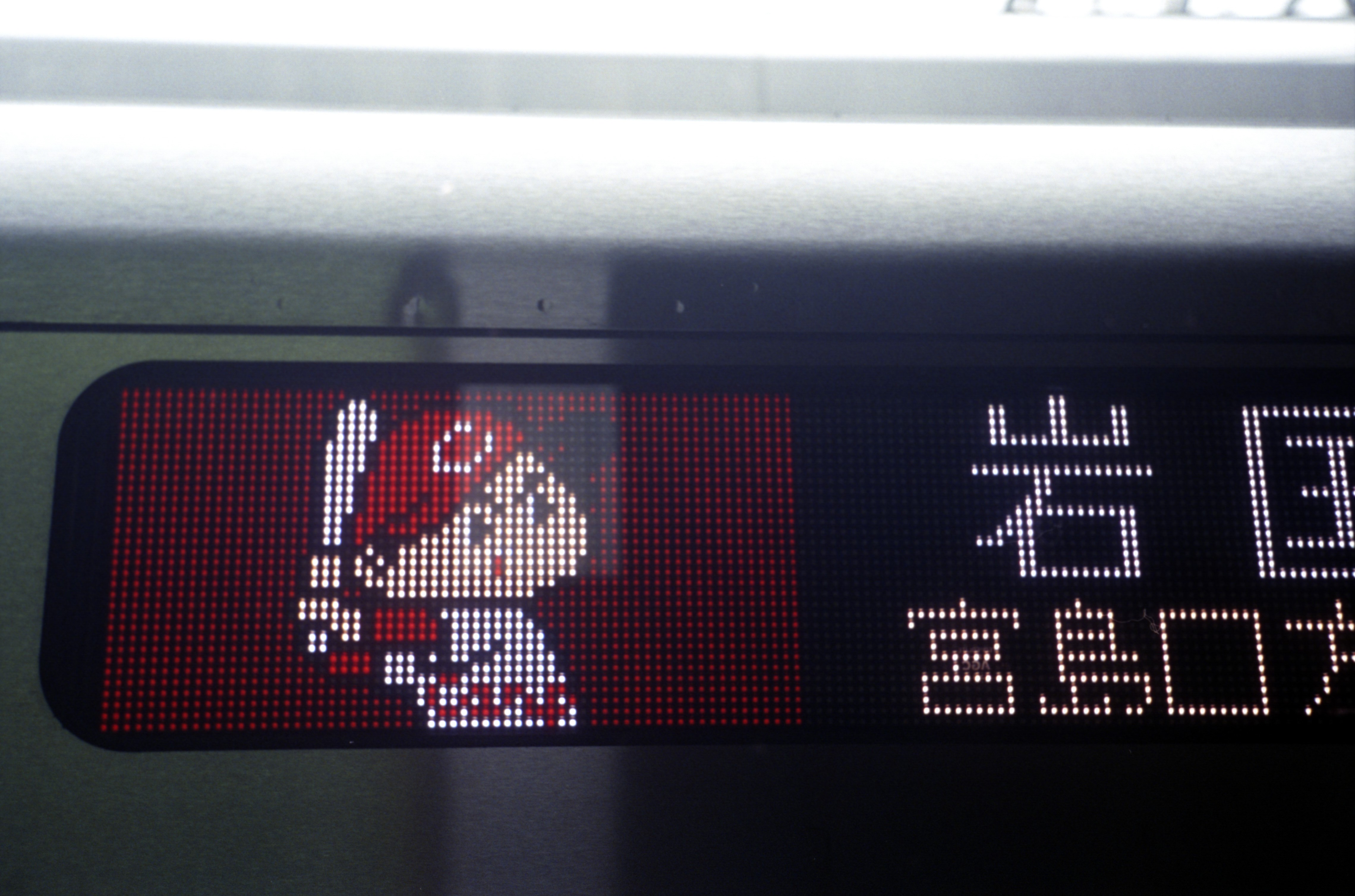
Anuncio de los Carps en el tranvía de Hiroshima con la mascota.

El equipo tiene dos mascotas. La primera, Carp Boy, está presente en el escudo y es un niño sonriente con la equipación local y un bate de béisbol. El diseño se introdujo en 1975 y y su autor fue un ilustrador local, Fukuo Okazaki.
En 1995 se introdujo una segunda, Slyly: un monstruo verde con camiseta de béisbol cuyo aspecto es casi idéntico al de otra famosa mascota estadounidense, Phillie Phanatic de los Philadelphia Phillies. Ambos fueron diseñados por el estudio Harrison/Erickson, conocido por sus trabajos con Jim Henson y Sesame Street.

## Palmarés
| Competición        | Títulos                                               | Subcampeonatos                            |
| ------------------ | ----------------------------------------------------- | ----------------------------------------- |
| Serie de Japón (3) | 1979, 1980, 1984.                                     | 1975. 1986, 1991, 2016, 2018.             |
| Liga Central (9)   | 1975, 1979, 1980, 1984, 1986, 1991, 2016, 2017, 2018. | 1981, 1983, 1985, 1989, 1990, 1995, 2023. |